# Het Sieraad
Het Sieraad is een multifunctioneel schoolgebouw aan de Postjesweg in Amsterdam. Het is eigendom van woningcorporatie Ymere. Het wordt grotendeels omgeven door het water van de Admiralengracht, de Postjeswetering en de Kostverlorenvaart en is gebouwd op een vijfhoekig perceel. Sinds 20 januari 2003 is het gebouw een Rijksmonument.

## Geschiedenis
Het gebouw werd aan het begin van de jaren 1920 gebouwd naar ontwerp van Arend Jan Westerman als de huisvesting voor de Vierde Ambachtsschool Ir. W. Maas Geesteranus in de stijl van de Amsterdamse School. Het is versierd met beeldhouwwerken van stadsbeeldhouwer Hildo Krop, zoals de vier beelden op de gevel die symbool staan voor de vakken die hier werden onderwezen: scheepsbouw, elektriciteit, hout- en metaalbewerking. In 1980 trok de Vakschool voor Edelsmeden en Uurwerktechniek (kortweg bekend als de Edelsmedenschool) er in en vertrok de Ambachtsschool. Later zou de naam in het Zadkine College veranderen toen de school bij het ROC van Amsterdam werd gevoegd.
Aan het begin van de 21e eeuw nam het aantal leerlingen af waardoor de school zich genoodzaakt zag om te sluiten. Toen de school in 2002 werd gesloten werd ook besloten het pand te gaan restaureren. Intussen nam een groep kunstenaars, Het Voor-Beeld, tijdelijk intrek in het gebouw. De restauratie begon in 2005, het werd weer in de oorspronkelijke staat hersteld en er werd boven de binnenplaats een glazen kap gebouwd.
Vandaag de dag is het gebouw onderverdeeld in een evenementenlocatie en verhuur van ruimtes aan volwassenenonderwijs van het ROC, de Frank Sanders Akademie en sinds 2016 ook het Toneelhuis Amsterdam. Ook worden ruimtes in het gebouw verhuurd aan creatieve ondernemers. Het met een Michelinster onderscheidde restaurant Daalder is er vanaf 2021 gevestigd.

## Galerij

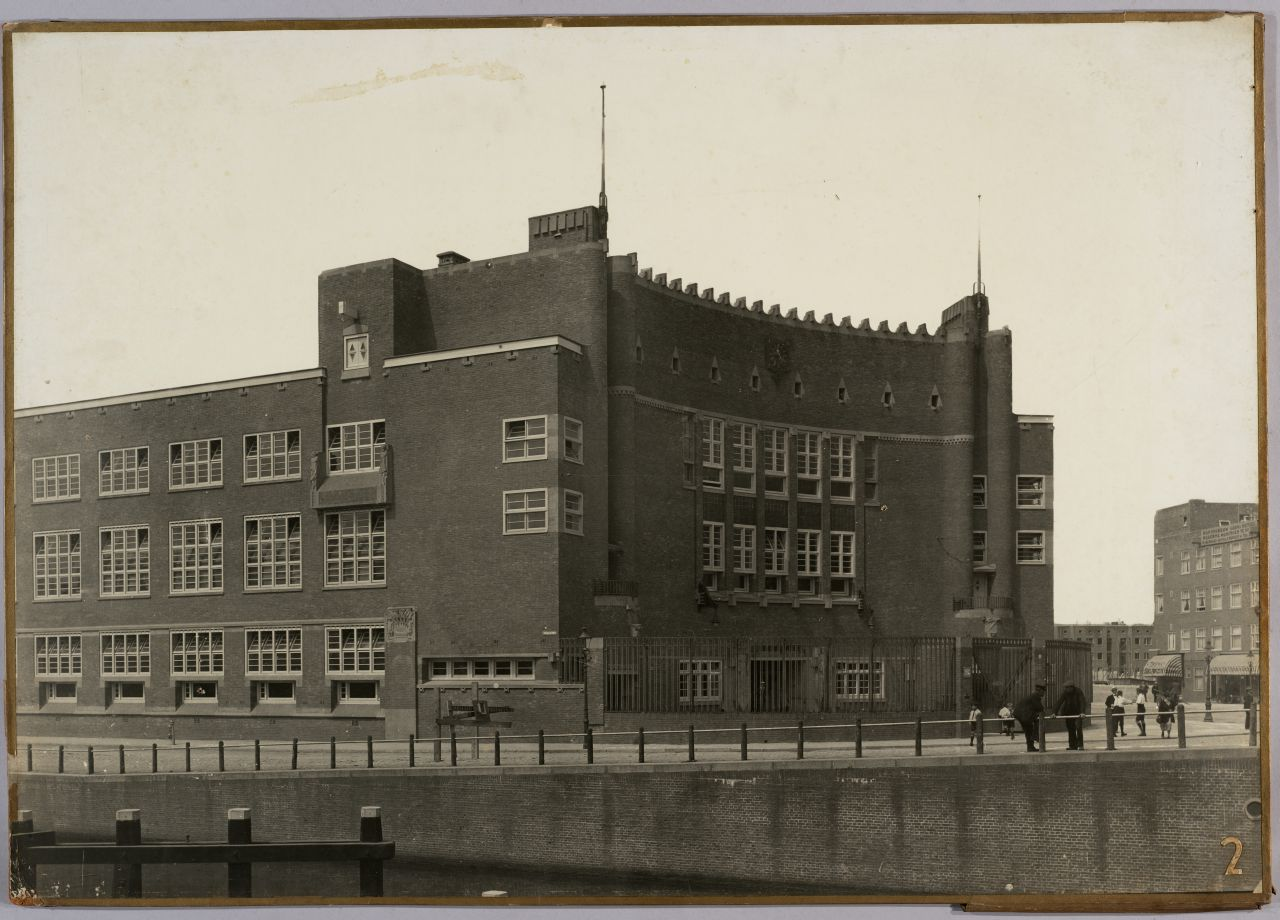
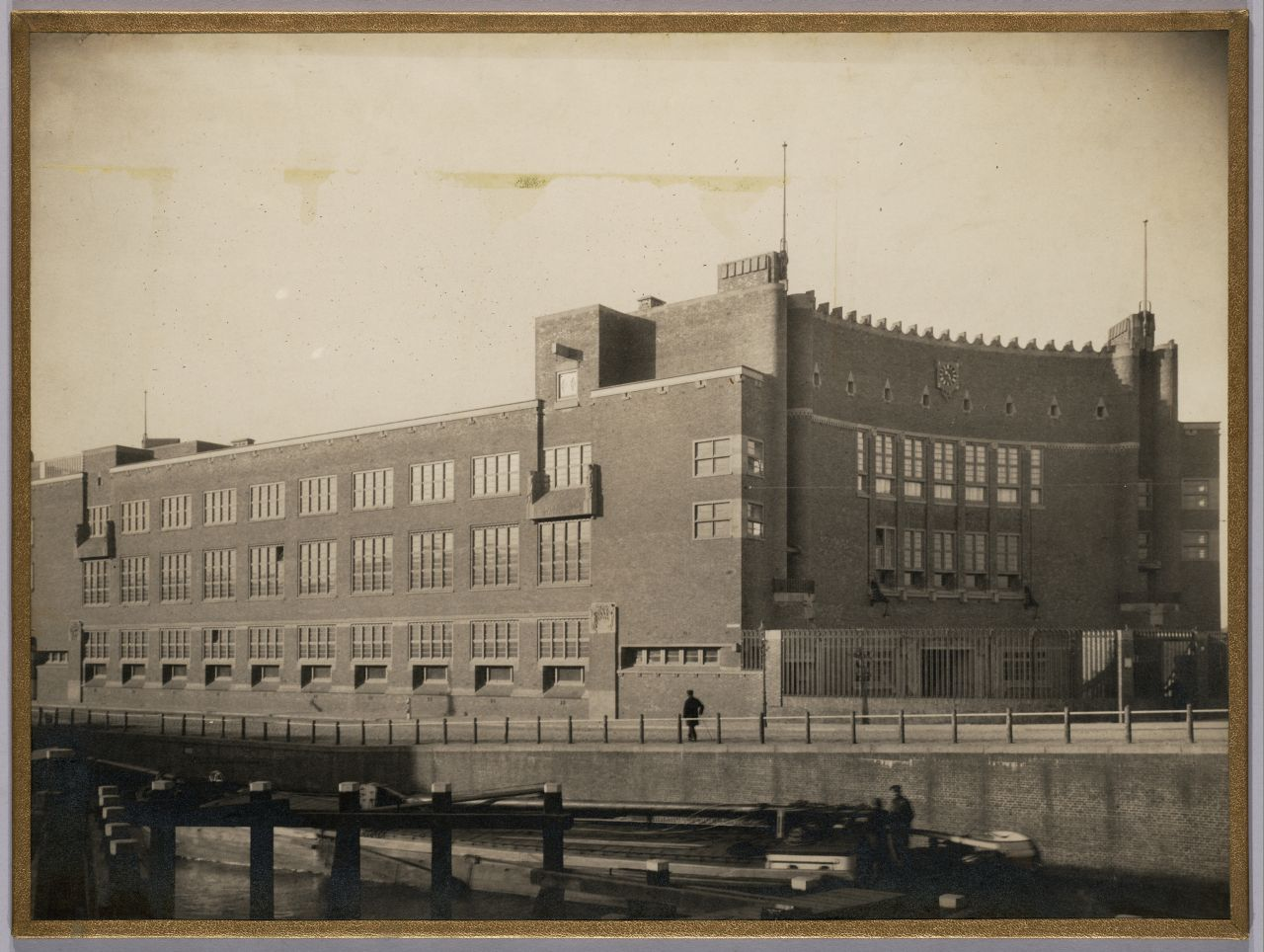
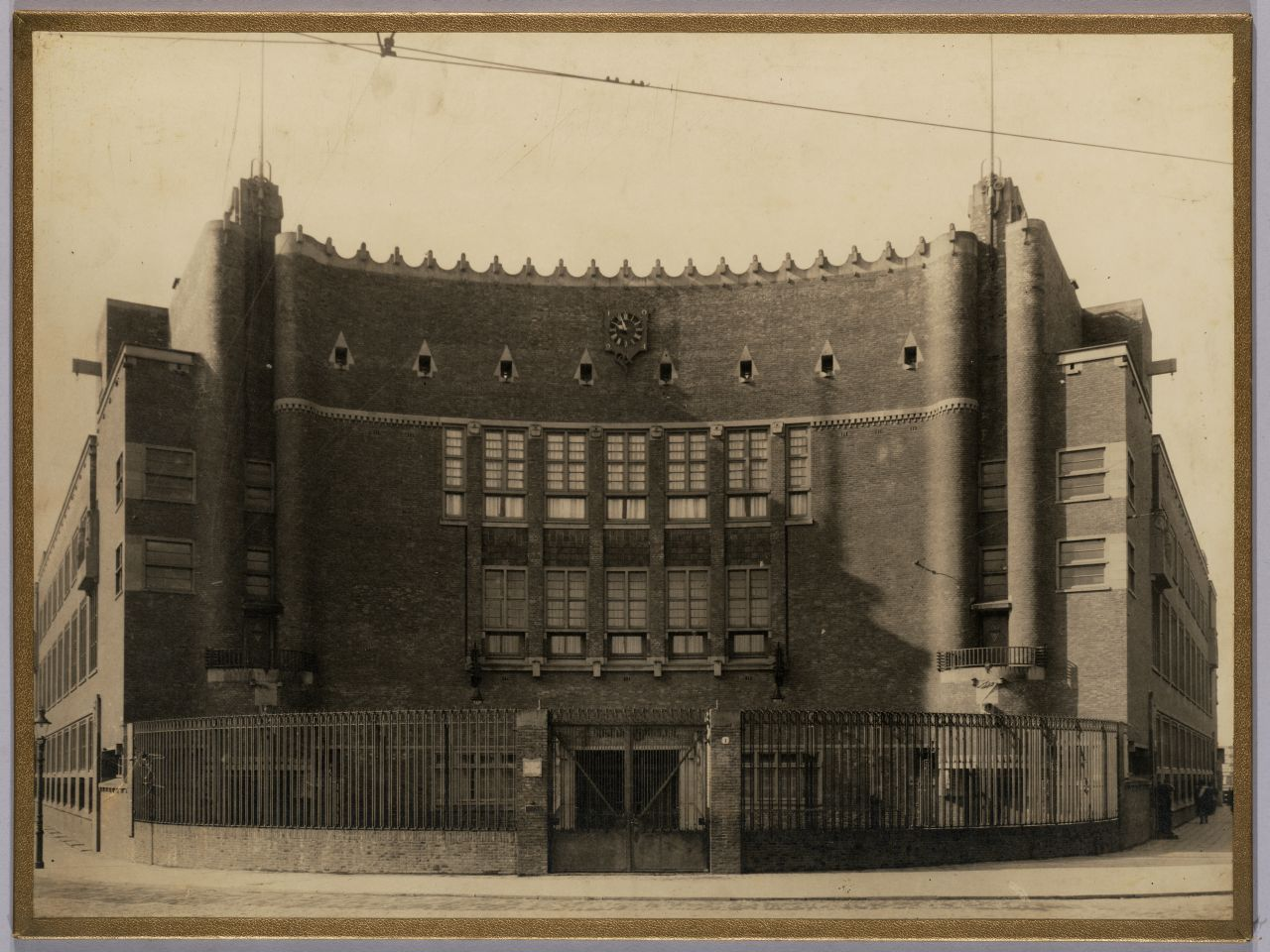
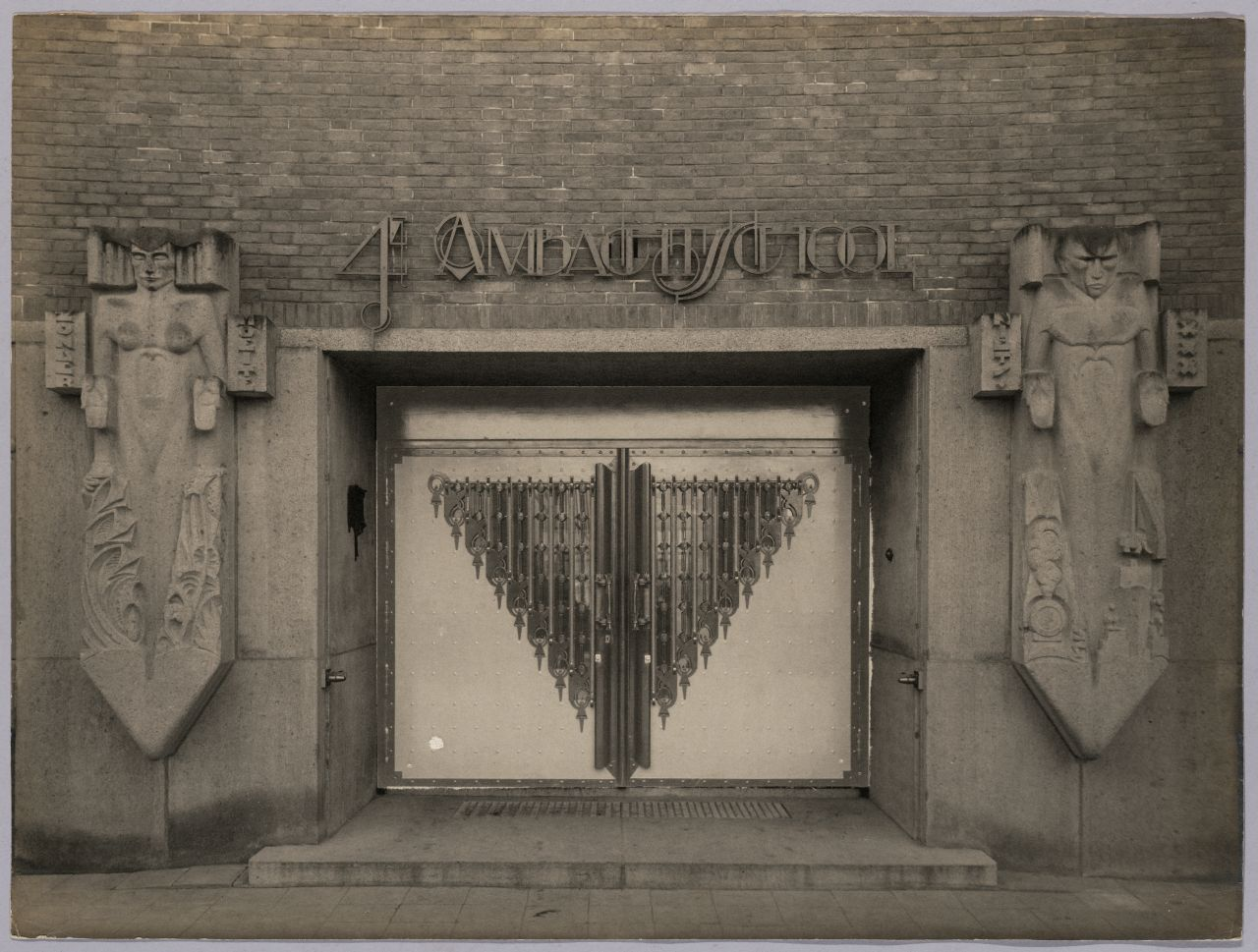
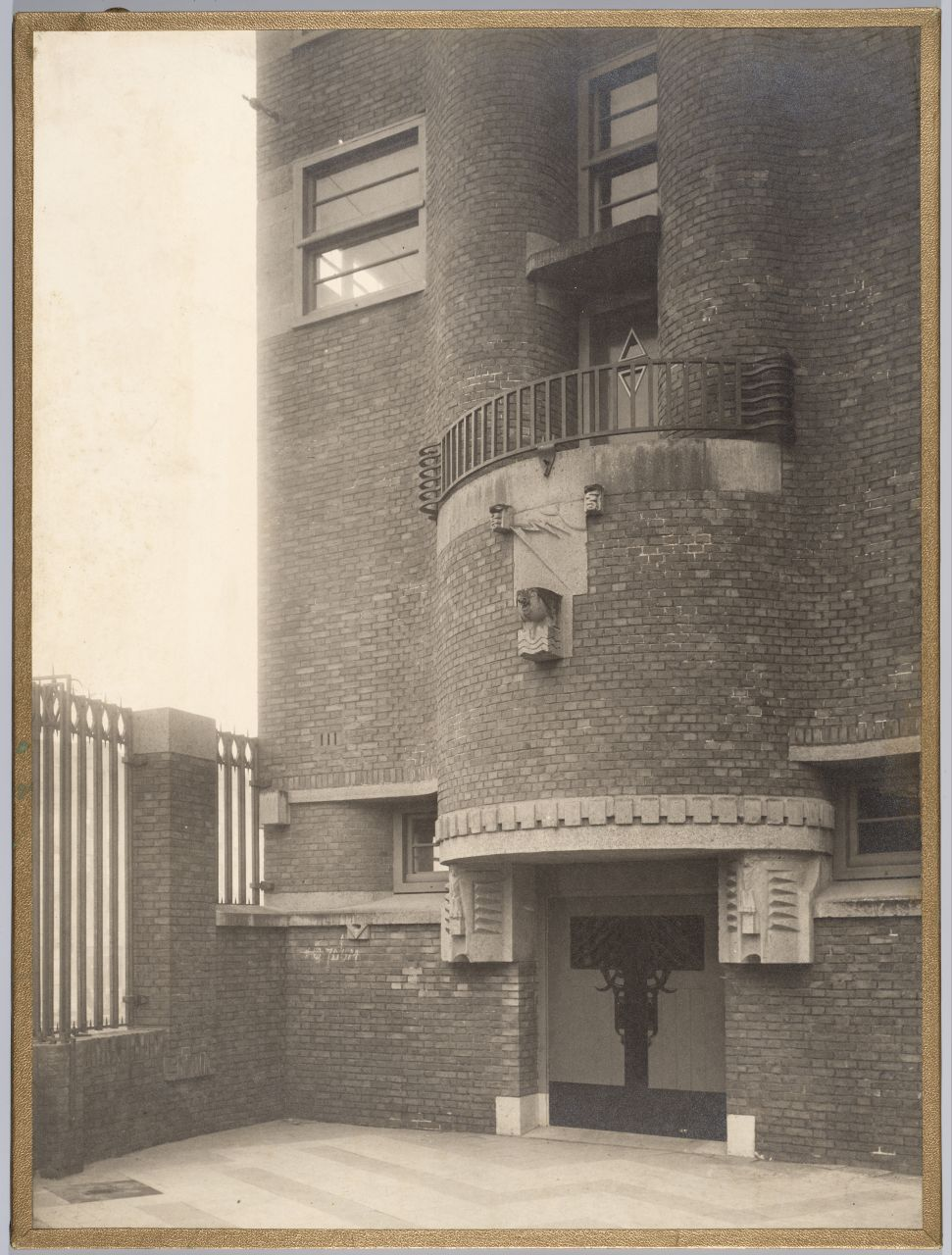